# 沃兹涅先诺夫卡农村居民点 (伊夫尼亚区)
沃兹涅先诺夫卡农村居民点（俄语：Вознесеновское сельское поселение）是俄罗斯联邦别尔哥罗德州伊夫尼亚区所属的一个农村居民点。其下辖有2个居民点，行政中心为沃兹涅先诺夫卡。据2016年统计，该农村居民点的人口为830人。